# Club Baloncesto Sevilla 1990-1991
Questa voce raccoglie le informazioni riguardanti il Club Baloncesto Sevilla nelle competizioni ufficiali della stagione 1990-1991.

## Stagione
La stagione 1990-1991 del Club Baloncesto Sevilla è la 2ª nel massimo campionato spagnolo di pallacanestro, la Liga ACB.
Il Club Baloncesto Sevilla ha partecipato alla Liga ACB 1990-1991 arrivando al settimo posto nella classifica finale del gruppo pari. Nei play-off perse al primo turno con il Barcellona (2-0).

## Roster
Aggiornato al 30 luglio 2021.
| Caja San Fernando 1990-91 | Caja San Fernando 1990-91 |
| Giocatori                 | Staff tecnico             |
| ------------------------- | ------------------------- |

| N. | Naz.                   | Ruolo | Nome              | Anno | Alt.   | Peso   |  |
| -- | ---------------------- | ----- | ----------------- | ---- | ------ | ------ |  |
| 4  | Spagna (bandiera)      | P     | Toñín Llorente    | 1963 | 183 cm |        |  |
| 5  | Stati Uniti (bandiera) | AG    | Dan Bingenheimer  | 1963 | 205 cm |        |  |
| 6  | Spagna (bandiera)      | C     | Miguel Ángel Pou  | 1961 | 204 cm |        |  |
| 7  | Spagna (bandiera)      | AP    | Javier García (C) | 1958 | 186 cm |        |  |
| 8  | Spagna (bandiera)      | AP    | Quino Salvo       | 1958 | 191 cm | 95 kg  |  |
| 9  | Spagna (bandiera)      | A     | Raúl Pérez        | 1968 | 198 cm |        |  |
| 10 | Spagna (bandiera)      | AG    | Jesús Llano       | 1961 | 199 cm |        |  |
| 11 | Spagna (bandiera)      | P     | Chinche Lafuente  | 1961 | 186 cm |        |  |
| 12 | Spagna (bandiera)      | GA    | Benito Doblado    | 1971 | 195 cm |        |  |
| 13 | Spagna (bandiera)      | AG    | José Fernández    | 1971 | 200 cm |        |  |
| 15 | Stati Uniti (bandiera) | C     | Darrell Lockhart  | 1960 | 207 cm | 111 kg |  |
| -  | Spagna (bandiera)      | PG    | Álvaro Rodríguez  | 1972 | 193 cm |        |  |
| -  | Spagna (bandiera)      | AG    | Manuel Palomo     | 1971 | 200 cm |        |  |

| Allenatore                                                                 |
| - José Pesquera                                                            |
| Assistente/i                                                               |
| - José Manuel Carrión Legenda - (C) Capitano - (IN) Inattivo - Infortunato |

## Mercato

### Sessione estiva
| Acquisti | Acquisti         | Acquisti        | Acquisti   | Acquisti |
| R.a      | Nome             | da              | Modalità   |          |
| -------- | ---------------- | --------------- | ---------- | -------- |
| C        | Miguel Ángel Pou | Valencia        | definitivo |          |
| AP       | Quino Salvo      | Atlético Madrid | definitivo |          |
| P        | Toñín Llorente   | Free agent      | definitivo |          |

| Cessioni | Cessioni               | Cessioni    | Cessioni       | Cessioni |
| R.       | Nome                   | a           | Modalità       |          |
| -------- | ---------------------- | ----------- | -------------- | -------- |
| P        | Manuel Ángel Rodríguez |             | fine contratto |          |
| G        | Carlos Herreras        |             | ritirato       |          |
| C        | Juan Francisco Garrido | Tenerife AB | fine contratto |          |
| AG       | Enrique Jorge López    | Montehuelva | fine contratto |          |
| C        | Leonardo Gabriel López | Cartagena   | fine contratto |          |
| G        | Juan José Morcillo     | Cáceres     | fine contratto |          |